# SYRANO
Pour le chanteur, voir Syrano.

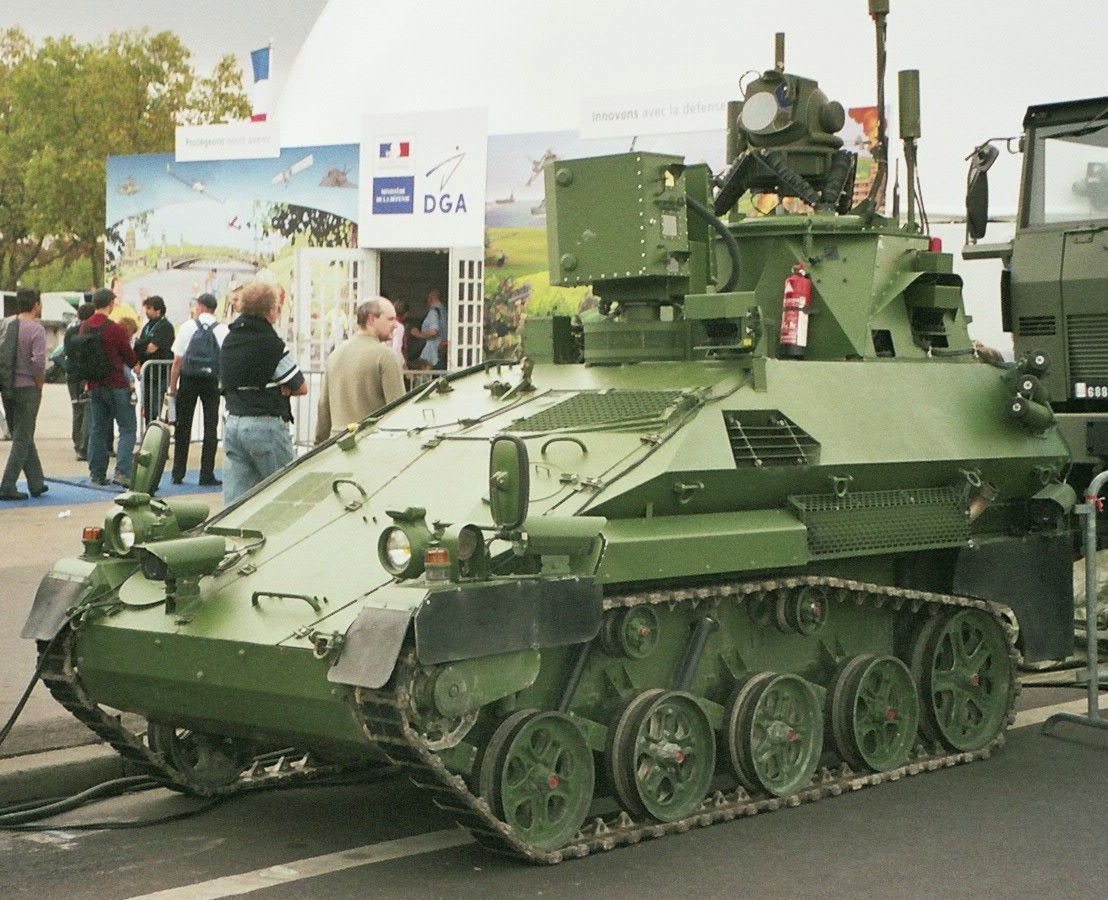
Le SYRANO en 2005.

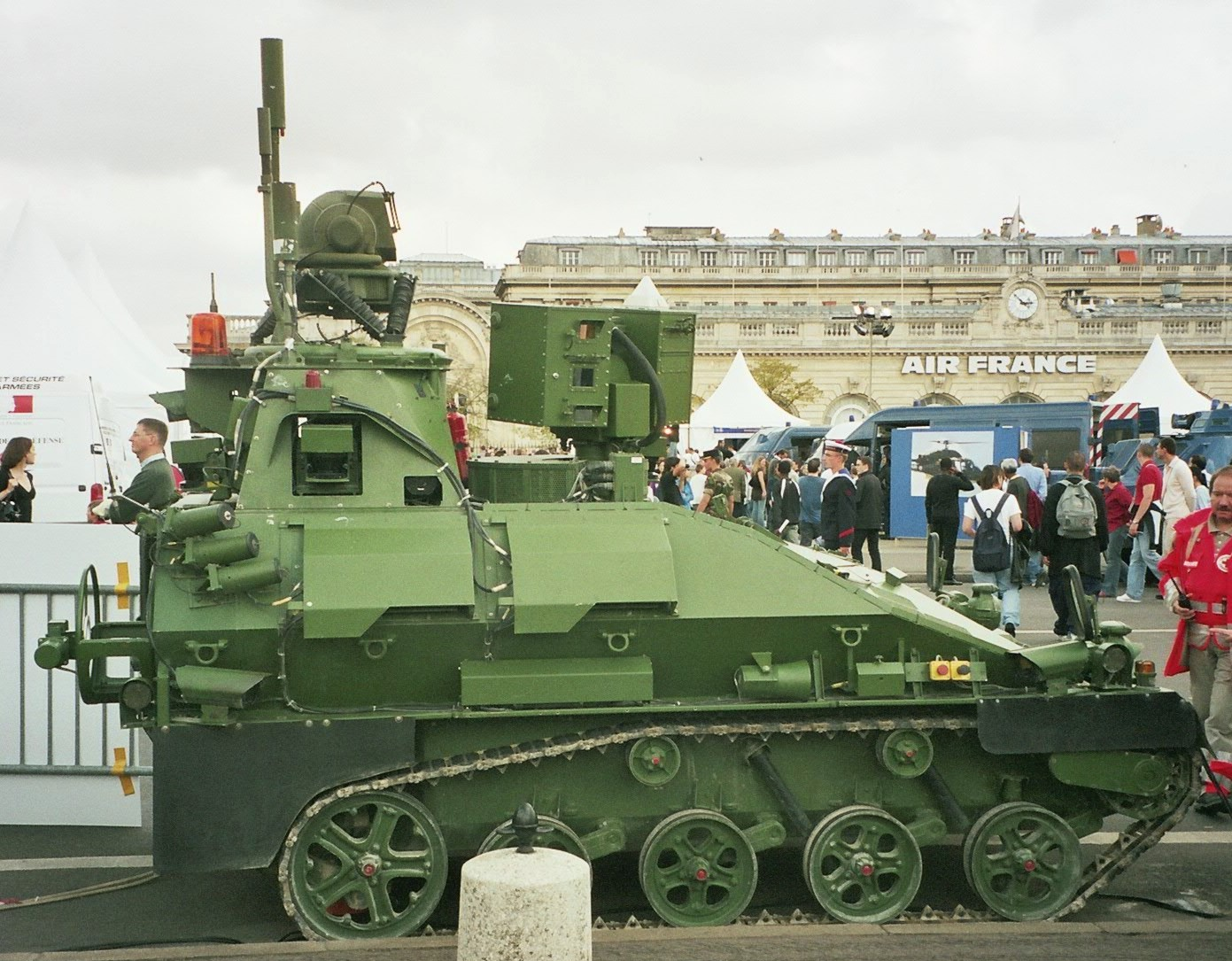

SYRANO (Système Robotisé d'Acquisition pour la Neutralisation d'Objectifs) est le premier robot militaire opérationnel de l'armée française. Ce démonstrateur n'a pas été fabriqué en série.

## Historique
Le programme SYRANO a démarré en décembre 1994 à l'initiative de la direction générale de l'Armement (DGA). Un groupement d'intérêt économique du même nom, SYRANO, a été alors créé entre Giat Industries, Itmi Aptor du groupe Cap Gemini Sogeti, SAGEM et Dassault Electronique. Un démonstrateur opérationnel de robot d'observation de champ de bataille a été créé en 1997 et livré à l'armée française en juillet 1999.
SYRANO a été conçu par un consortium de CGEY, Thales, GIAT Industries et SAGEM pour collecter des informations dans les zones de combat, principalement dans les combats en zone urbaine.

## Caractéristiques
Sa base a été réalisée sur le Rheinmetall Wiesel 2 de la Bundeswehr. En terrain accidenté, il se déplace à une vitesse de 40 km/h et son rayon d'action est de 10 km. 
Afin de collecter des données sur les champs de bataille, il est équipé d'un mât déployable de six mètres de haut de qui accueille divers équipements :
- Télémètres laser à balayage
- Caméra IL
- Caméra thermique
- Caméra de jour
- Imageur Laser 3D

Le SYRANO est un véhicule télé-opéré, c'est-à-dire commandé à distance à partir d'un autre véhicule, qui traite les images et informations reçues en temps réel.
Les fonctionnalités du système embarqué permettent trois missions :
- Aide à la conduite
- Aide à la protection
- Aide à la mission